# 프롬 (영화)
프롬(Prom)은 2011년 개봉된 영화이다.

## 출연

### 주연
- 에이미 티가든
- 토머스 맥도넬

### 조연
- 드본 닉슨
- 다니엘 캠벨
- 인 창
- 자레드 커스니츠
- 놀란 소틸로
- 카메론 모나한
- 카일리 번버리
- 조나단 켈츠
- 레이니 로드리게즈
- 니콜라스 브라운
- 크리스틴 엘리스
- 로비 터커
- 페이스 포드
- 에이미 피에츠
- 제어 번즈
- 에이미-린 채드윅
- 매디슨 라일리
- 카리즈 버크
- 크리스토퍼 히긴스
- 트레버 피터슨
- 데이빗 더스틴 케니언
- 마커이스 해리스
- 샤론 오미
- 코피 서리보
- 라일리 보엘클

## 기타
- 미술: 마크 화이트
- 세트: 제니퍼 룩크하트
- 의상: 쇼샤나 루빈
- 분장부문: 브래드 룩
- 분장부문: 리기아 오르타
- 분장부문: 레슬리 폴링
- 분장부문: 솔리너 타브리지
- 분장부문: 비토 트로타
- 배역: 게일 골드버그
- 배역: 마시아 로스
- 프로덕션매니저: 샘슨 먹케